# 검은 삼각형

검은 삼각형(Black triangle)은 나치 강제 수용소에서 반사교적인 사람을 표시하기 위해 부착된 배지다. 이후에 레즈비언과 페미니스트의 자긍심과 단결의 상징으로 도입되었다.